# Aesiocopa vacivana
Aesiocopa vacivana is een vlinder uit de familie van de bladrollers (Tortricidae). De wetenschappelijke naam van de soort is, als Tortrix (Aesiocopa) vacivana voor het eerst geldig gepubliceerd in 1877 door Philipp Christoph Zeller. De combinatie in Aesiocopa werd in 1915 gemaakt door Thomas de Grey Walsingham.

## Type
- holotype: "female"
- instituut: MNHU, Berlijn, Duitsland
- typelocatie: "Panama, Chiriqu"